# Kiko Club
Kiko World er den sjette udgivelse og anden EP fra den danske rapper Gilli. EP'en blev udgivet den 2. november 2023 af Universal Music Danmark.

## Trackliste
| 1.    | "Spinner" (feat. Makar)                  | Gilli, Makar & Nicki Pooyandeh      | Nicki Pooyandeh | 3:25 |
| 2.    | "Chance"                                 | Gilli & Pooyandeh                   | Pooyandeh       | 2:48 |
| 3.    | "555" (feat. KESI)                       | Gilli, KESI & Pooyandeh             | Pooyandeh       | 2:37 |
| 4.    | "Vise Dig Vejen" (feat. Benny Jamz)      | Gilli, Benny Jamz & Pooyandeh       | Pooyandeh       | 2:37 |
| 5.    | "Du & Jeg"                               | Gilli, Benny Jamz & Pooyandeh       | Pooyandeh       | 2:53 |
| 6.    | "Skarpt Lys"                             | Gilli & Pooyandeh                   | Pooyandeh       | 3:08 |
| 7.    | "Midnight Madness"                       | Gilli & Pooyandeh                   | Pooyandeh       | 2:28 |
| 8.    | "Ingen Som Os" (feat. Benny Jamz & KESI) | Gilli, Benny Jamz, KESI & Pooyandeh | Pooyandeh       | 3:18 |
| 23:11 |                                          |                                     |                 |      |

## Hitlister

### Ugentlig hitliste
| Hitliste (2023)        | Højeste placering |
| ---------------------- | ----------------- |
| Danmark (Album Top-40) | 1                 |

### Årsliste
| Hitliste (2023) | Placering |
| --------------- | --------- |
| Danmark         | 39        |
| Hitliste (2024) | Placering |
| Danmark         | 4         |